# Dodechariesthes
Dodechariesthes is een kevergeslacht uit de familie van de boktorren (Cerambycidae). De wetenschappelijke naam van het geslacht werd voor het eerst geldig gepubliceerd in 2010 door Teocchi, Sudre & Jiroux.

## Soorten
Dodechariesthes is monotypisch en omvat slechts de volgende soort:
- Dodechariesthes erlangeri (Breuning, 1960)